# 強烈熱帶風暴瑪娃 (2017年)
強烈熱帶風暴瑪娃（英語：Severe Tropical Storm Mawar，國際編號：1716，聯合颱風警報中心：WP182017）為2017年太平洋颱風季第16個被命名的風暴。此名由馬來西亞提供，是馬來西亞高地品種的玫瑰花，花瓣比較大，常見於花園內。瑪娃活躍於八月下旬至九月初，最後在廣東汕尾沿海登陸並以西北方向移入內陸。

## 發展過程
瑪娃的形成可追溯到8月26日，當時熱帶氣旋帕卡正吹襲廣東沿岸，歐洲中期天氣預報中心的數值預報顯示在9月3日會有熱帶氣旋影響珠江口。其後，位於呂宋以東的海域形成了一低壓區。8月28日下午6時，日本氣象廳把其升格為熱帶低氣壓，甚至一度發出烈風警報。只不過所經海域的環境不利其發展，在8月29日下午6時降回低壓區。隨着條件逐漸有利發展，日本氣象廳在8月30日下午3時重新升格為熱帶低氣壓，臺灣中央氣象局在9月1日凌晨2時已經先將它升為輕度颱風。日本氣象廳則在9月1日的凌晨3時升格為熱帶風暴，並給予國際編號1716，命名為瑪娃。但由於瑪娃位於兩個高壓脊之間，引導氣流互相抵銷，導致其路徑飄忽不定且移動緩慢。當日瑪娃緩慢北移，至9月2日凌晨又改向西移，徘徊南海東北部。同時瑪娃逐漸鞏固其環流，並發展出中心密集雲團，日本氣象廳等部門依序把它升格為強烈熱帶風暴。
9月3日，瑪娃採取較偏西北路徑，以時速6公里緩慢移向廣東東部沿岸。由於瑪娃停留過久，加上北面環流同時受更強的垂直風切變和陸地摩擦所摧殘，因此瑪娃開始有跡象轉趨減弱，香港天文台至下午5時45分把瑪娃降為熱帶風暴。中國國家氣象中心表示瑪娃於晚上9時30分在廣東汕尾陸豐市沿海登陸。登陸後，瑪娃持續減弱，最後在9月4日消散。
日本氣象廳在事後發佈的最佳路徑中，把瑪娃的強度向下修訂，接近中心最高持續風速從50節（每小時95公里）下調為48節（每小時90公里）。

## 影響

### 中國大陸
當地發布之最高颱風預警信號： 颱風黃色預警信號
隨者瑪娃的接近，國家氣象中心在9月1日上午6時發出颱風藍色預警信號，當時瑪娃位於广东省深圳市东南方590公里。9月4日，隨者瑪娃的减弱，加上其环流中心已很难确定，中央气象台于上午10時对其停止编号。

#### 廣東省
當地發布之最高颱風預警信號： 颱風橙色預警信號
玛娃于9月3日晚上在广东汕尾陆丰市沿海登陆后，缓慢地穿过汕尾，于4日凌晨2时减弱为热带低压。受玛娃影响，9月2日-3日，广东东部海面和沿海市县出现了7～10级大风，其中汕头南澳南澎岛录得最大平均风24.7米/秒、最大阵风30.2米/秒；粤东和珠江口两侧市县出现了暴雨，局部大暴雨，其中珠海市2日20时至4日8时录得最大累积雨量219.6毫米。玛娃的登陆不仅给珠三角地区带来强降雨，还导致多条江河出现水位上涨。为做好强降雨及次生灾害防御工作，广东省防总启动防汛IV级应急响应，于9月4日晚上8时结束。而广州、中山分别启动了防暴雨I级应急响应，珠海市启动了防汛I级应急响应，汕尾、东莞市均启动防汛IV级应急响应。不仅如此，广州、深圳、东莞、中山、珠海等多市还采取了中小学、幼儿园停课措施。

### 香港
當地發出之最高熱帶氣旋警告信號： 三號強風信號
香港天文台在8月31日發出「特別天氣提示」，表示翌日日間會考慮發出熱帶氣旋警告信號。但由於瑪娃移動速度緩慢，天文台在9月1日上午10時15分表示延後至當日稍後時間考慮發出熱帶氣旋警告信號。由於瑪娃的路徑比預期中偏北且移動緩慢，當日對香港的威脅相對降低，天文台在下午4時半表示延後至9月2日考慮發出一號信號。瑪娃於晚上增強為熱帶風暴，天文台在9月2日凌晨2時20分發出一號戒備信號，當時瑪娃集結在香港之東南偏東約400公里。天文台表示，由於瑪娃移動較為緩慢，預料香港日間風勢不會顯著增強，當日發出三號信號的機會不大，其後表示在9月3日早上發出三號信號的機會不大。天文台於9月3日下午4時45分表示瑪娃採取較西北的方向移動，會進一步接近香港，當晚考慮發出三號熱帶氣旋警告信號。瑪娃於登陸前減弱為熱帶風暴，但預計登陸後將西移靠近。天文台在晚上10時40分發出三號強風信號，當時瑪娃集結在香港之東北偏東約190公里。天文台表示瑪娃翌晨會在香港東北面100公里外掠過，香港會轉吹西南強風，三號信號會在翌晨維持一段時間。並指除非瑪娃更接近香港，否則發出八號信號機會不大。瑪娃於9月4日早上8時最接近香港，在香港之東北偏北約120公里掠過。香港在當日早上受瑪娃中心西南面的雨區影響，有狂風驟雨，且雨勢有時頗大。隨著瑪娃減弱，天文台於9月4日上午10時20分改發一號戒備信號，當時瑪娃集結在香港以北約140公里。天文台表示當風勢進一步減弱時，會取消所有熱帶氣旋警告信號。天文台在下午1時45分指瑪娃已減弱為低壓區，即將取消所有熱帶氣旋警告信號。最終天文台在下午2時10分取消所有熱帶氣旋警告信號。
風暴期間，天文台測風網絡8個參考自動氣象站有3個錄得強風，三號信號只欠1站便達標。長洲和流浮山錄得之最高10分鐘平均風速為每小時50公里，而機場則為每小時49公里。瑪娃最終在距離香港100公里範圍外掠過，天文台無需發出八號信號，令該年連續4個熱帶氣旋均正面襲港和帶來八號或以上信號的空前紀錄暫告一段落。

### 澳門
當地懸掛之最高熱帶氣旋信號：  一號風球
地球物理暨氣象局於8月31日下午7時懸掛一號風球，當時瑪娃集結在澳門之東南偏東約620公里，表示維持一段時間，並預計在9月2日晚間改掛三號風球機會甚高。一號風球懸掛超過一日，氣象局於9月1日下午4時表示，熱帶風暴瑪娃現時距離本澳東南偏東560公里，移動非常緩慢，氣象局最新預計，瑪娃開始對澳門影響的時間將略為推遲，亦調低本澳需要懸掛八號風球的機率至偏低，即機會在2成以下，氣象局代局長梁嘉靜預料，瑪娃將於9月3日下午2時至8時在本澳以東200-250公里範圍內的珠江口以東廣東省沿岸登陸，登陸時最接近本澳，預計9月3日凌晨前後懸掛三號風球的機率仍然偏高，有 6-8成。由於瑪娃登陸地點較原先預計更為偏東，因此較低機會造成澳門水浸，需要發出黃色風暴潮警告的機會亦甚低，但預計瑪娃登陸後本澳會轉吹西南風，伴隨瑪娃的雨帶將為澳門帶來大驟雨，不排除令低窪地區出現短時間的水浸現象，瑪娃會以強烈熱帶風暴級別登陸，與上一影響澳門的風暴帕卡相同，瑪娃對本澳的影響會較帕卡略低，但梁嘉靜提醒市民不要掉以輕心，因強烈熱帶風暴亦具有一定威力。晚上表示預料9月3日凌晨前後改掛三號風球機會甚高，但改掛八號風球機會偏低。氣象局其後表示瑪娃採取較遠離澳門的路徑移動，9月3日日間改掛三號風球機會不大，至該晚10時指未來數小時視乎情況考慮是否改掛三號風球。受瑪娃南面的雨帶影響，氣象局在9月4日凌晨3時半發出暴雨警告信號，為澳門帶來連場暴雨，並造成多處地區出現水浸，直至上午10時15分取消。氣象局在凌晨4時表示改掛更高風球機會不大，並在上午10時表示一號風球會維持一段時間；隨後在下午2時10分表示未來數小時將除下所有風球。氣象局於下午3時半除下所有風球。

## 熱帶氣旋警告使用紀錄

### 中國大陸
| 國家氣象中心 颱風預警信號 | 國家氣象中心 颱風預警信號 | 國家氣象中心 颱風預警信號 |
| ------------------------- | ------------------------- | ------------------------- |
| 上一熱帶氣旋              | 颱風藍色預警信號          | 下一熱帶氣旋              |
| 颱風帕卡                  | 颱風藍色預警信號          | 熱帶風暴古超              |
| 颱風帕卡                  | 颱風黃色預警信號          | 超強颱風泰利 強颱風杜蘇芮 |

### 香港
| 香港天文台 熱帶氣旋警告信號 | 香港天文台 熱帶氣旋警告信號 | 香港天文台 熱帶氣旋警告信號 |
| --------------------------- | --------------------------- | --------------------------- |
| 上一熱帶氣旋                | 一號戒備信號                | 下一熱帶氣旋                |
| 強烈熱帶風暴帕卡            | 一號戒備信號                | 熱帶低氣壓                  |
| 強烈熱帶風暴帕卡            | 三號強風信號                | 強颱風卡努                  |

### 澳門
| 地球物理暨氣象局 熱帶氣旋信號 | 地球物理暨氣象局 熱帶氣旋信號 | 地球物理暨氣象局 熱帶氣旋信號 |
| ----------------------------- | ----------------------------- | ----------------------------- |
| 上一熱帶氣旋                  | 一號風球                      | 下一熱帶氣旋                  |
| 強烈熱帶風暴帕卡              | 一號風球                      | 颱風杜蘇芮                    |

## 外部連結
| 太平洋颱風季             |
| 主題頁 - 專題 - 編輯指南 |

- （英文）颱風2000：各氣象部門對瑪娃的預測路徑集合 （页面存档备份，存于）
- （英文）美國太空總署：相關資料 （页面存档备份，存于）
- （日語）日本氣象廳：數位颱風網資料（日文版 （页面存档备份，存于）、英文版 （页面存档备份，存于））、1716最佳路徑數據（日文版 （页面存档备份，存于）、英文版 （页面存档备份，存于））、2017年熱帶氣旋最佳路徑圖（日文版 （页面存档备份，存于）、英文版 （页面存档备份，存于））、2017年熱帶氣旋最佳路徑數據 （页面存档备份，存于） （页面存档备份，存于）
- （英文）美國聯合颱風警報中心：18W最佳路徑數據 （页面存档备份，存于）、最佳路徑圖 （页面存档备份，存于） （页面存档备份，存于）
- （英文）美國海軍研究實驗室：18W檔案 （页面存档备份，存于）
- （繁體中文）臺灣交通部中央氣象局：颱風資料庫——
- （繁體中文）香港天文台：報告 （页面存档备份，存于）、2017年熱帶氣旋概述（8月[永久]、9月[永久]）、2017年9月天氣回顧 （页面存档备份，存于）、實時天氣稿（8月31日 （页面存档备份，存于）－9月1日 （页面存档备份，存于）－2日 （页面存档备份，存于）－3日 （页面存档备份，存于）－4日 （页面存档备份，存于）－5日 （页面存档备份，存于））
- （繁體中文）澳門地球物理暨氣象局：2017熱帶氣旋年報：強烈熱帶風暴瑪娃